# Rick Nolan
Richard Michael Nolan, detto Rick (Brainerd, 17 dicembre 1943 – Nisswa, 17 ottobre 2024), è stato un politico statunitense, membro della Camera dei rappresentanti degli Stati Uniti per lo stato del Minnesota.

## Biografia
Nato e cresciuto nel Minnesota, dopo la laurea Nolan lavorò come assistente di Walter Mondale, finché non decise di entrare lui stesso in politica.
Nel 1968 venne eletto all'interno della Camera dei rappresentanti del Minnesota e vi rimase per due mandati. Nel 1972 tentò l'elezione alla Camera dei rappresentanti nazionale, senza riuscirvi. Due anni dopo ci riprovò e venne eletto, per poi essere riconfermato nel 1976 e nel 1978.
Nel 1980 rinunciò ad un altro mandato per dedicarsi alla politica locale del suo stato. Oltre trent'anni dopo, nel 2012, Nolan annunciò la propria candidatura per il Congresso e riuscì a vincere le elezioni.
Nolan si configurava come un democratico liberale e fu membro del Congressional Progressive Caucus.